# Frauke Fischer

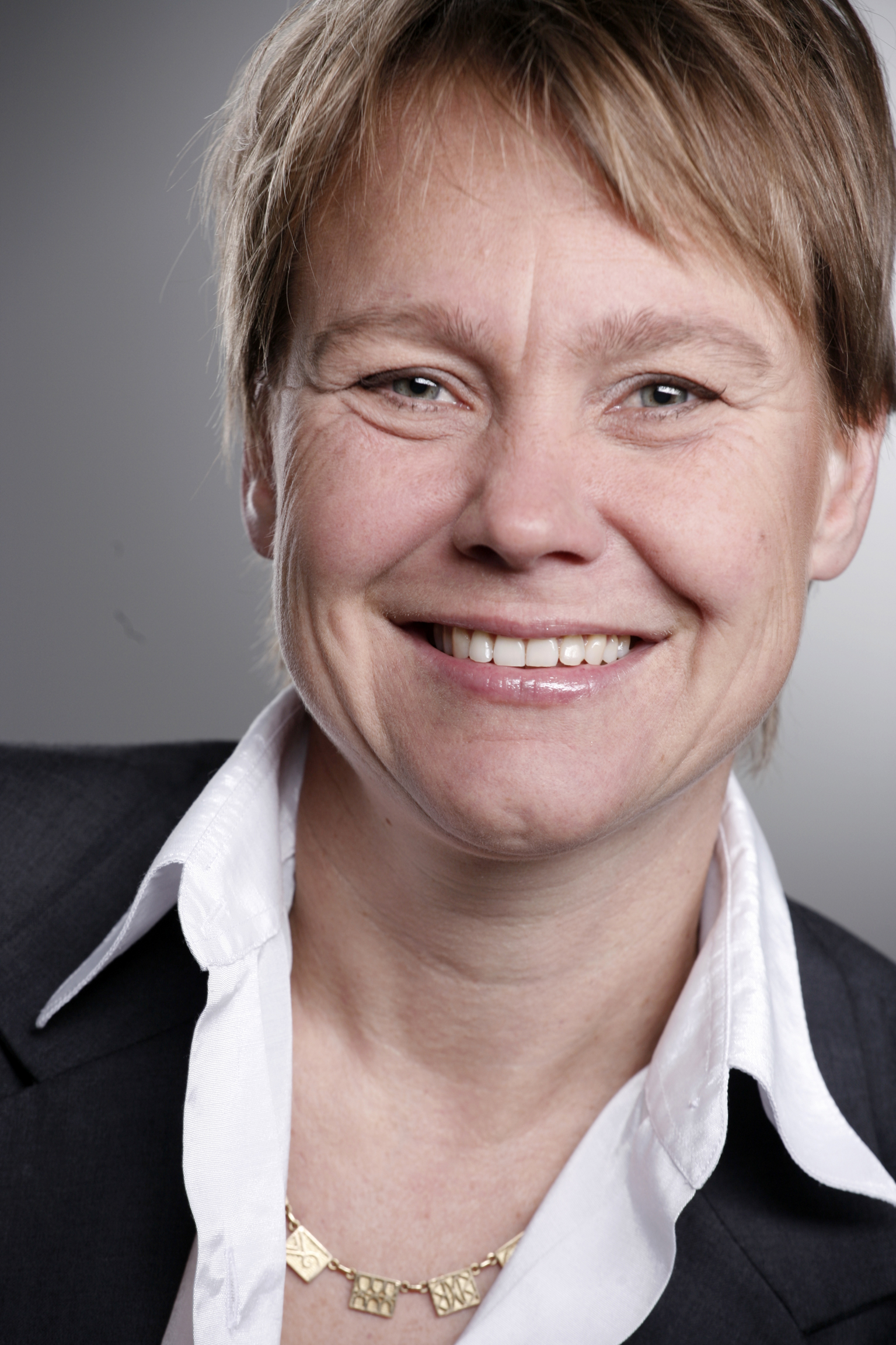
Frauke Fischer (2010)

Frauke Fischer (geb. 29. November 1965 in Frankfurt am Main) ist eine deutsche Biologin, Rednerin, Autorin und Unternehmerin.
Sie gründete 2003 eine Unternehmensberatung mit dem Schwerpunkt Biodiversität und ist Dozentin an der Fakultät für Biologie der Universität Würzburg.

## Werdegang
Frauke Fischer studierte Biologie an der Goethe-Universität Frankfurt am Main sowie dem Trenton State College in den USA und diplomierte 1989 an der Universität Frankfurt im Fach Zoologie. Für ihre Promotion wechselte sie an die Universität Würzburg, wo sie im Nationalpark Comoé in der Elfenbeinküste über Effekte der Überjagung auf Kobantilopen (Kobus kob kob) forschte. Nach Abschluss ihrer Promotion wurde sie Leiterin der Internationalen Forschungsstation der Universität Würzburg im Nationalpark Comoé. Mit dem Ausbruch des Bürgerkriegs in der Elfenbeinküste im Herbst 2002 kehrte sie an die Universität Würzburg zurück und baute hier die Lehre im Bereich Internationaler Naturschutz auf.
Im Jahr 2003 gründete Frauke Fischer eine Managementberatung mit dem Schwerpunkt Biodiversität. Im Jahr 2015 gründete sie zusammen mit ihrem Kollegen Arno Wielgoss PERÚ PURO, um Kleinbauern im abgelegenen Urubambatal in Peru einen fairen Marktzugang für ihren hochwertigen, Bio-Urkakao Chuncho und weitere Produkten zu bieten.

## Auszeichnungen und Berufungen
Für ihre besonderen Studienleistungen wurde Frauke Fischer 1989 mit dem Eintrag auf die Dean’s List des Fachbereichs Biologie des Trenton State College ausgezeichnet. Im Jahr 2001 erhielt sie den Ford Motor Company Conservation Award. Im Jahr 2018 wurde Frauke Fischer mit dem Albrecht Fürst zu Castell-Castell-Preis für nachhaltiges Handeln an der Julius-Maximilians-Universität Würzburg ausgezeichnet. 2020 erhielt sie die Trophée de Femme der Fondation Yves Rocher. Mit PERÚ PURO wurde Frauke Fischer im Jahr 2020 und 2025 für den Deutschen Nachhaltigkeitspreis nominiert. 2023 wurde PERÚ PURO  mit dem Publikumspreis des Bundeswettbewerbs „Die Lieferkette lebt“ prämiert. Gemeinsam mit Hilke Oberhansberg erhielt sie 2021 den Umweltmedienpreis der Kategorie Print für das Buch „Was hat die Mücke je für uns getan? Endlich verstehen, was biologische Vielfalt für unser Leben bedeutet“.
Frauke Fischer ist eingeladenes Mitglied der IUCN World Commission on Protected Areas und der IUCN Species Survival Commission. Sie ist berufenes Mitglied des Nachhaltigkeitsausschusses der IHK Frankfurt, des wissenschaftlichen Beirates des WWF Deutschland, des Nachhaltigkeitsbeirats der Volkswagen AG und des Kuratoriums der BNP Paribas-Stiftung. Ihr Podcast „tierisch!“ den sie gemeinsam mit Lydia Möcklinghoff führt, wurde 2024 mit dem „Fast Forward Science Preis“ für hervorragende Wissenschaftskommunikation ausgezeichnet.

## Publikationen (Auswahl)
- Planet 3.0 Klima. Leben. Zukunft. Schweizerbart’sche Verlagsbuchhandlung, Stuttgart 2013, ISBN 978-3-510-61401-1.
- mit Frank Nierula: Der Palmöl Kompass. Oekom-Verlag, München 2019, ISBN 978-3-96238-106-6.
- Was hat die Mücke je für uns getan? Endlich verstehen, was biologische Vielfalt für unser Leben bedeutet. Oekom-Verlag, München 2020, ISBN 978-3-96238-209-4.